# 동남슬로베니아 통계 지방

동남슬로베니아 통계 지방의 위치

동남슬로베니아 통계 지방(슬로베니아어: Jugovzhodna Slovenija statistična regija)은 슬로베니아 남부에 위치한 통계 지방으로 최대 도시는 노보메스토이며 면적은 2,675km2, 인구는 142,356명(2015년 기준), 인구 밀도는 53명/km2이다.
크로아티아와 국경을 접하며 21개 지방 자치체가 이 지방에 속한다. 지방의 경제는 서비스업이 43.4%, 공업이 52.6%, 농업이 4%를 차지한다.

## 지방 자치체
- 치르노멜
- 돌렌스케토플리체
- 코체베
- 코스텔
- 로슈키포토크
- 메틀리카
- 미르나
- 미르나페치
- 모크로노그트레벨노
- 노보메스토
- 오실니차
- 리브니차
- 세미치
- 소드라지차
- 스트라자
- 셴체르네이
- 셴트루페르트
- 슈코찬
- 슈마레슈케토플리체
- 트레브네
- 주젬베르크